# Swjatlana Buraha
Swjatlana Buraha (belarussisch Святлана Бурага, engl. Transkription Svetlana Buraga; * 4. September 1965 in Minsk) ist eine ehemalige belarussische Leichtathletin, die vor allem im Siebenkampf erfolgreich war.
Noch für die Sowjetunion startend belegte sie bei den Leichtathletik-Weltmeisterschaften 1987 in Rom mit 5982 Punkten den vierzehnten Rang im Siebenkampf. Im selben Jahr siegte sie mit 6507 Punkten beim Leichtathletik-Europacup der Mehrkämpfer in Arles. 1988 wurde sie bei den Olympischen Spielen in Seoul mit 6232 Punkten Zehnte.
Den größten Erfolg ihrer Karriere feierte sie als Starterin für Belarus bei den Leichtathletik-Weltmeisterschaften 1993 in Stuttgart. Mit persönlicher Bestleistung und Landesrekord von 6635 Punkten gewann sie die Bronzemedaille hinter Jackie Joyner-Kersee und Sabine Braun. 1995 wurde Buraha bei den Leichtathletik-Hallenweltmeisterschaften in Barcelona mit 4466 Punkten Vierte im Fünfkampf.
Swjatlana Buraha ist 1,68 m groß und hatte ein Wettkampfgewicht von 56 kg.

## Bestleistungen
- Siebenkampf: 6635 Punkte, 16.–17. August 1993, Stuttgart
  - 200 m: 23,69 s (1011 Punkte)
  - 800 m: 2:13,65 min (912 Punkte)
  - 100 m Hürden: 12,95 s (1132 Punkte)
  - Hochsprung: 1,84 m (1029 Punkte)
  - Weitsprung: 6,58 m (1033 Punkte)
  - Kugelstoßen: 14,55 m (831 Punkte)
  - Speerwurf: ? (687 Punkte)